# Bataille de Malplaquet
Guerre de Succession d'Espagne
Batailles
Campagnes de Flandre et du Rhin
- Landau (1702)
- Friedlingen (1702)
- Kehl (1703)
- Ekeren (1703)
- Höchstädt (1703)
- Spire (1703)
- Schellenberg (Donauworth) (1704)
- Blenheim (1704)
- Landau (1704)
- Vieux-Brisach (1704)
- Eliksem (1705)
- Ramillies (1706)
- Stollhofen (1707)
- Cap Béveziers (1707)
- Cap Lizard (1707)
- Audenarde (1708)
- Wynendaele (1708)
- Lille (1708)
- Gand (1708)
- Malplaquet (1709)
- Douai (1710)
- Bouchain (1711)
- Denain (1712)
- Bouchain (1712)
- Douai (1712)
- Landau (1713)
- Fribourg (1713)

Campagnes d'Italie
- Carpi (1701)
- Chiari (1701)
- Crémone (1702)
- Luzzara (1702)
- Verceil (1704)
- Cassano (1705)
- Nice (1705-1706)
- Calcinato (1706)
- Turin (1706)
- Castiglione (1706)
- Toulon (1707)
- Gaeta (1707)
- Cesana (1708)
- Syracuse (1710)

Campagnes d'Espagne et de Portugal
- Cadix (1702)
- Vigo (navale 1702)
- Cap de la Roque (1703)
- Gibraltar (août 1704)
- Ceuta (1704) (es)
- Málaga (1704)
- Gibraltar (1704-1705)
- Marbella (1705)
- Montjuïc (1705)
- Barcelone (1705)
- Badajoz (1705)
- Barcelone (1706)
- Murcie (1706) (es)
- El Albujón (1706) (es)
- Santa Cruz de Ténérife (1706) (en)
- Almansa (1707)
- Xàtiva (1707)
- Ciudad Rodrigo (1707) (en)
- Lérida (1707)
- Tortosa (1708)
- Minorque (1708)
- Gudiña (1709)
- Almenar (1710)
- Saragosse (1710)
- Brihuega (1710)
- Villaviciosa (1710)
- Barcelone (1713-1714)

Campagnes de Hongrie
- Saint-Gotthard (1703) (en)
- Biskupice (1704) (en)
- Smolenice (1704) (en)
- Koroncó (1704) (en)
- Zsibó (1705) (en)
- Saint-Gotthard (1705) (en)
- Trenčín (1708) (en)

Antilles et Amérique du sud
- Santa Marta (1702)
- Guadeloupe (1703)
- Nassau (1703)
- Colonia del Sacramento (1704)
- Carthagène (1708)
- Rio (1710)
- Carthagène (1711)
- Rio (1711)
- Cassard (1712)

La bataille de Malplaquet eut lieu le 11 septembre 1709 au cours de la guerre de Succession d'Espagne au sud de Mons dans les Pays-Bas espagnols (sur le territoire de l'actuelle commune de Taisnières-sur-Hon en France).
Les forces commandées par le général John Churchill, duc de Marlborough et le prince Eugène de Savoie, essentiellement autrichiennes et néerlandaises, affrontèrent les Français commandés par le maréchal de Villars. L'armée de Marlborough conquiert le terrain, mais au prix de pertes deux fois plus importantes que celles de l'armée française, qui fit retraite en bon ordre, et avec toute son artillerie, préservant ainsi le Royaume de France d'une invasion.

## Contexte
La situation désespérée de la France sur le plan militaire et économique après les défaites et sept années de guerre, est accentuée par un déclin économique (départ forcé des industrieux huguenots) et un hiver rigoureux, où des centaines de milliers de Français périssent, (le Grand hiver de 1709).
Le peuple désire la paix et une partie de la Cour soutient ce parti. Les termes préliminaires ont néanmoins été repoussés par Louis XIV, en raison des conditions inacceptables posées par les coalisés. Au mois de juin 1709, le vieux roi adresse un appel à son peuple, pour l’exhorter à un dernier effort, dans le but d'obtenir une paix honorable.
Le peuple se joint à son monarque et se scandalise des termes proposés par les Alliés. En province, les intendants rivalisent de zèle pour approvisionner l'armée. De nombreux jeunes gens s'engagent et refusent parfois les primes d’engagement. De riches bourgeoises donnent de l'argent pour équiper les soldats. Abattue après les défaites de Ramilies et d’Audenarde, l’armée des Flandres retrouve l’espoir et le moral grâce à son énergique commandant, le maréchal de Villars. Arrivé à la mi-mars 1709, Villars s’attèle à réconforter ses hommes, à améliorer le ravitaillement, et à construire une série de lignes défensives, et de camps retranchés entre Douai et Saint-Venant.
Les coalisés cherchent à exploiter l’avantage obtenu l’année précédente grâce à la bataille d'Audenarde et la prise de Lille. De leur côté les Français tentent timidement de soutenir Mons assiégée, après la chute prématurée de Tournai fin juillet 1709.

## Déroulement

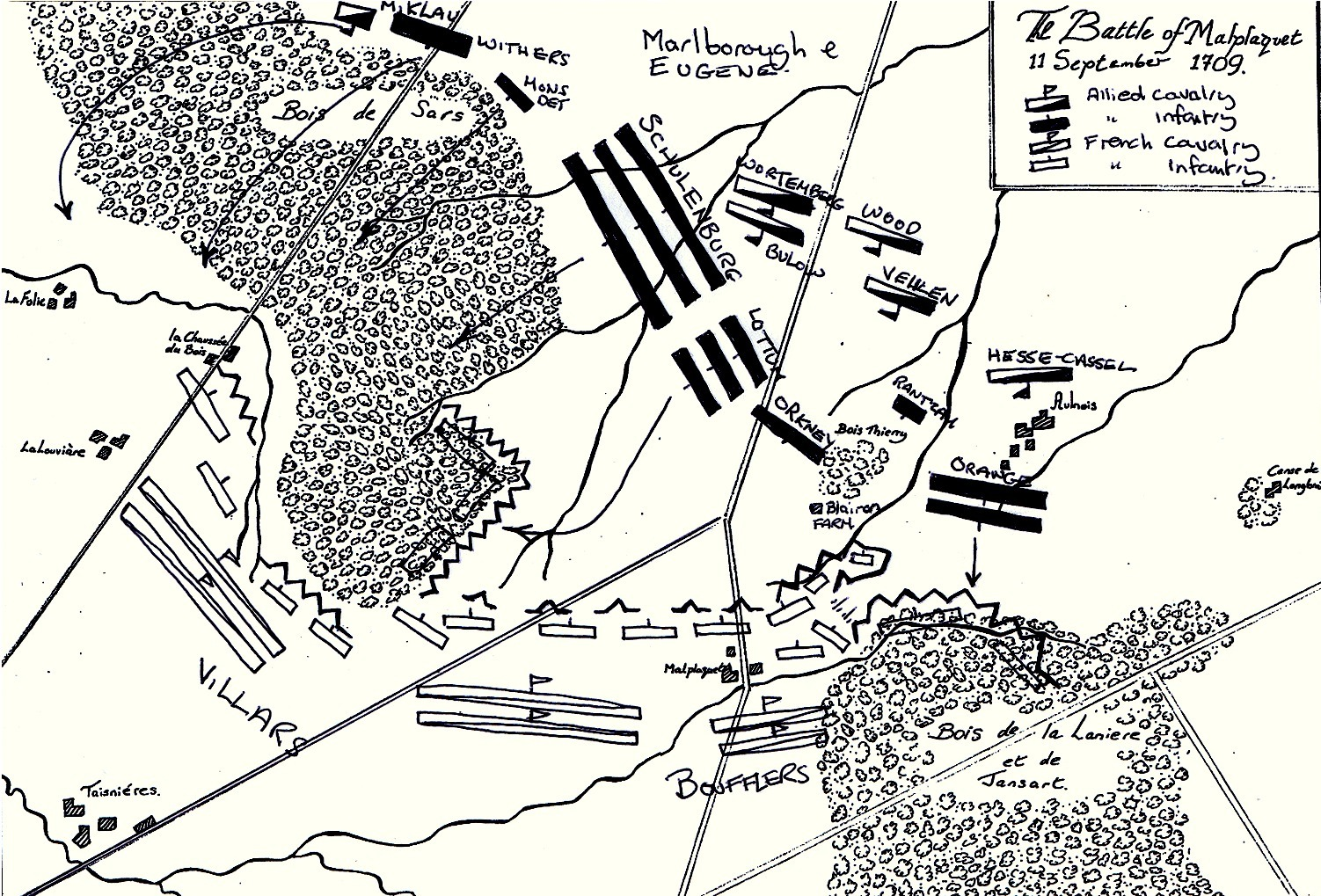

Les forces des coalisés, 86 000 hommes et 100 canons surtout formés d'éléments autrichiens et néerlandais commandés conjointement par le duc de Marlborough et le prince Eugène de Savoie, s'opposent à l'armée franco-bavaroise des maréchaux Villars et Boufflers, forte de 75 000 hommes et de 80 canons. L'artillerie est commandée par Saint-Hilaire. Les deux armées se mettent en position face à face, à portée de canon. Le 11 septembre 1709 à 9 h du matin, Eugène de Savoie, avec l'appui du régiment prussien du comte von Finckenstein, amorce une offensive sur l’aile gauche française. Il y a massé 83 bataillons et n’en laisse que 30 face à l’aile droite française qui, elle, en compte 70. L’idée directrice de ce plan est de forcer Villars à engager ses réserves et ainsi à affaiblir son centre ; mais le maréchal français fait au contraire glisser sa première ligne, esquissant un demi-repli.
Sur l'autre aile (droite), les cuirassiers du prince Jean-Guillaume d’Orange chargent une heure plus tard, et au prix de lourdes pertes parviennent à fixer les régiments du duc de Boufflers.
Marlborough et le prince Eugène redoublent leur attaque sur l'aile gauche des Français, cette fois avec l'appui du régiment du général Withers, contraignant Villars à dégarnir le centre pour les contrer. Vers 13 h, le maréchal de Villars, blessé au genou par une balle de mousquet, doit être évacué et confie l'intégralité du commandement au maréchal de Boufflers.
Lorsque l'infanterie britannique commandée par le comte Hamilton passe à l'attaque sur le centre français affaibli, elle emporte toute la ligne de redents, derrière laquelle se trouvent encore les escadrons de cavalerie de la Maison du roi, sous le commandement de Guillaume François Gibert de Lhène, capitaine des chevau-légers. Le maréchal de Boufflers prend lui-même le commandement du centre français. Par six fois, la cavalerie du prince de Hesse-Cassel passe cette ligne et relance son attaque, mais elle se fait repousser par la cavalerie française qui, à son tour, se trouve bloquée par les tirs de couverture des fusiliers britanniques, installés sur l'ancienne position française.
Vers 15 h, les deux camps renoncent à relancer une nouvelle attaque, et Boufflers réalise qu'il lui faudra un bain de sang pour, peut-être, reprendre le terrain perdu : il préfère ordonner le repli.
Les coalisés ont essuyé de telles pertes au cours de leurs assauts successifs (plus de 21 000 hommes) qu'ils renoncent à poursuivre les Français en retraite.

## Bilan
Les alliés perdent 20 000 à 25 000 hommes, les Français environ 6 000 hommes dont le lieutenant-général Jean Noël de Barbezières. L'armée française se replie en bon ordre sur Bavay et Valenciennes et bloque toujours la route aux alliés qui renoncent à envahir la France. Ils prennent toutefois Mons, qui capitule le 20 octobre 1709, n'ayant pu être secourue par les Français.
Bien qu'ils restent maîtres du terrain au soir de la bataille, les alliés ont subi de telles pertes qu'ils ne peuvent poursuivre l'invasion de la France. C'est donc une victoire stratégique française. Villars informa Louis XIV en ces termes :
« Si Dieu nous fait la grâce de perdre encore une pareille bataille, Votre Majesté peut compter que ses ennemis sont détruits ».
Les opérations sur ce front reprendront en 1710 dans la région de Douai.
Cette bataille, la plus sanglante de la guerre de Succession d'Espagne, frappe les esprits dans toute l'Europe ; l'étendue des pertes fournira la matière à la rumeur de la mort de Marlborough. Elle renforce le camp de la paix, déjà stimulé par la durée et les frais de la guerre. En 1710, le gouvernement britannique passe aux Tories, qui cherchent une paix avantageuse aux intérêts anglais.
Ce bilan donne à l'armée française un répit, permettant à la France de se maintenir dans le conflit jusqu'à la victoire de Denain, de négocier le traité d'Utrecht et de terminer la guerre dans une position avantageuse.

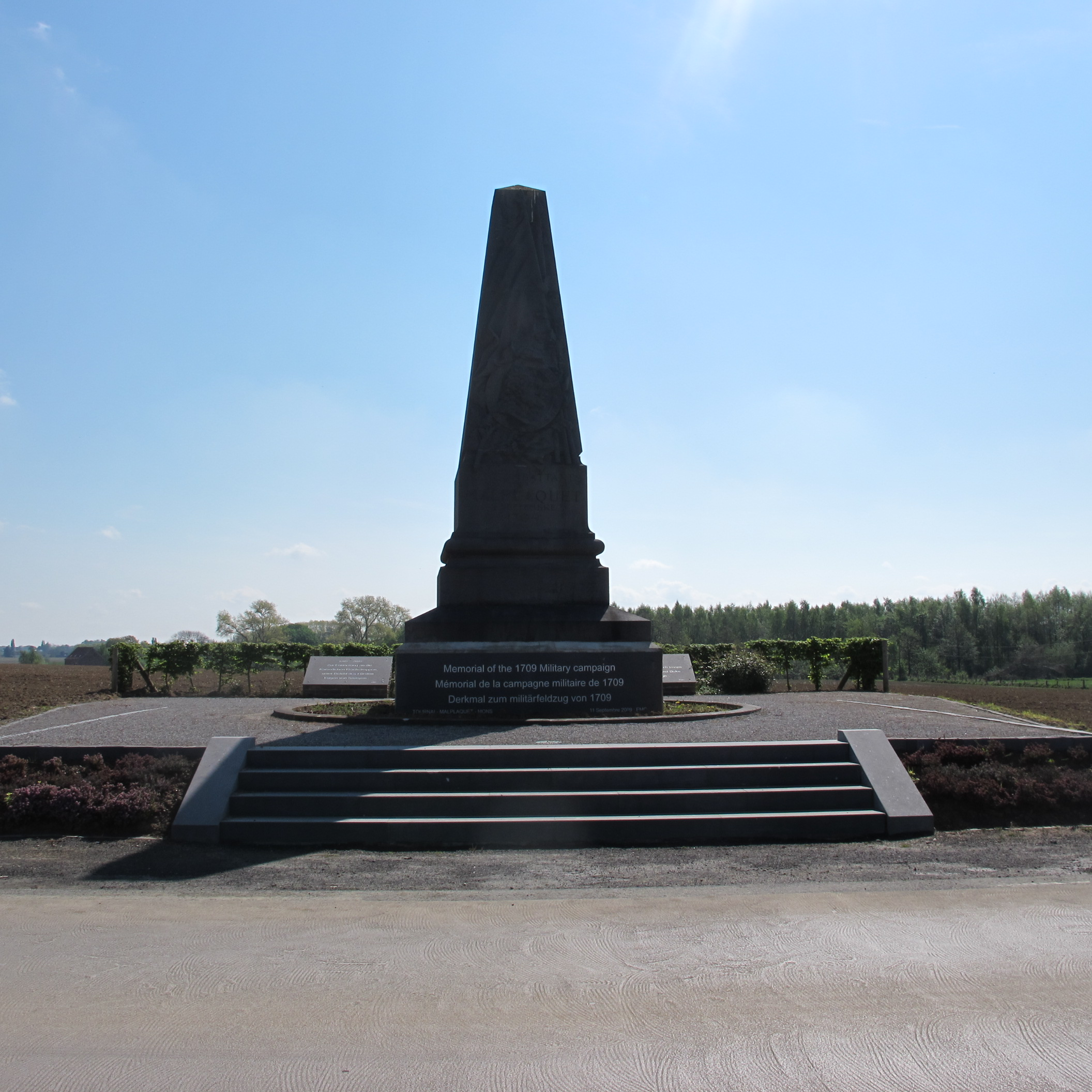
Monument commémoratif de la bataille de Malplaquet

## Anecdote
Le duc de Marlborough que les Français croient mort, sera dès lors l'objet d'une chanson célèbre : Marlbrough s'en va-t-en guerre. En réalité, Marlborough n'est même pas blessé à l'issue de la bataille et décèdera en 1722. Son bras droit, le prince Eugène de Savoie, reçoit cependant une blessure légère au cours de l'assaut sur le bois de la Sarre.
Fénelon, archevêque de Cambrai, fit ouvrir l'archevêché et les greniers pour soigner et nourrir les blessés et les réfugiés de Malplaquet. Cet événement est représenté sur l'un des trois cadres sur son tombeau (par David d'Angers).
C'est durant cette bataille que Malo-Auguste de Coëtquen, ancien seigneur du château de Combourg, perd sa jambe droite. Chateaubriand, dans ses mémoires, nous dit que les habitants du lieu laissaient entendre « qu'un certain comte de Combourg à jambe de bois mort depuis trois siècles revenait à certaines époques ». On raconte qu'il hanterait les escaliers du château, parfois accompagné d'un chat noir.
Le registre paroissial de Ruesnes (Site Web des Archives départementales du Nord RUESNES / BMS [1608-1778]5 Mi 008 R 025 vue 81/199) relate que « Le 12 7bre 1709 après la bataille de Malplaquet l'armée est venue camper entre le Quesnoy et Valenciennes, le quartier général à esté à Ruesnes jusqu'au quattre de novembre ». Suivent, entre le 14 septembre et le 24 octobre, une douzaine d'actes de baptême d'enfants de soldats de divers Régiments. À la page suivante (82) il est mentionné que « Le huiet juin de l'an mil sept cens douze l'armée des alliés at investit la ville du Quesnoy  Le quartier Général du siège a esté à Ruesne.». Suivent des actes de baptême d'enfants de soldats «du camp des hollandois ». Plus loin (p.84): « Le huit septembre 1712 l'armée des français commandée par Msgr le Maréchal de Villars at investit la Ville du Quesnoy./ et le neuf quattres Regimens de Cavalerie ont pilliés l'Eglise et le chateau de Ruesne ». Suit l'acte de baptême d'un enfant «du camp des français».

#### Sources anciennes
Les Mémoires du capitaine Peter Drake constituent un témoignage de première main sur la bataille de Malplaquet. Leur auteur, un mercenaire irlandais au service de la France qui fut blessé plusieurs fois au cours de la bataille, en rédigea le récit à un âge avancé.
- Louis de Rouvroy, duc de Saint-Simon, Mémoires, t. 3, Bibliothèque de La Pléiade, Gallimard, 1950, chap. XX, p. 293-298.
- Louis de Rouvroy, duc de Saint-Simon, Mémoires, Paris, Livre de Poche, coll. « Pochothèque », 2007, 1479 p. (ISBN 978-2-253-13126-7, BNF 41204061), « Année 1709 - Bataille de Malplaquet ».

#### Ouvrages contemporains
- Lucien Bély, Les relations internationales en Europe au XVIIe – XVIIIe siècle, Paris, Presses universitaires de France, coll. « Thémis », 1992, 731 p. (ISBN 2-13-044355-9)
- Lucien Bély (dir.), Dictionnaire Louis XIV, Paris, éditions Robert Laffont, coll. « Bouquins », 2015, 1405 p. (ISBN 978-2-221-12482-6)
- André Corvisier, La bataille de Malplaquet 1709 : L’effondrement de la France évité, Paris, Economica, coll. « campagnes & stratégies », 1997, 170 p. (ISBN 2-7178-3359-5). .
- Fadi El Hage, « À propos d'une relation de la bataille de Malplaquet (1709) comme source de l'Histoire militaire du règne de Louis le Grand du marquis de Quincy (1726) », Revue du Nord, vol. 395, no 2,‎ 2012, p. 457–471 (ISSN 0035-2624, DOI 10.3917/rdn.395.0457, lire en ligne, consulté le 5 juillet 2024).
- Jacques Garnier (dir.), Dictionnaire Perrin des guerres et des batailles de l'histoire de France, Paris, éditions Perrin, 2004, 906 p. (ISBN 2-262-00829-9)
- (en) John A. Lynn, The Wars of Louis XIV 1667-1714, Longman, 1999, 440 p. (ISBN 0-582-05629-2). .
- Clément Oury, « Malplaquet, la défaite qui sauve le royaume », De la guerre, Bagneux, Reworld Media, no 1,‎ juin 2021, p. 116-131 (ISSN 2115-967X)
- Clément Oury, Malplaquet 1709, Paris, éditions Perrin, coll. « Champs de bataille », 2024, 358 p. (ISBN 978-2-262-09571-0)